# 天野良春 パラダイスキング
『天野良春 パラダイスキング』（あまのよしはる パラダイスキング）は、東海ラジオで2014年10月4日から2016年3月26日まで放送されていた土曜早朝のラジオの生番組。

## 放送時間
- 毎週土曜 7:00 - 10:00

## 出演者
- パーソナリティ
  - 天野良春（元東海ラジオアナウンサー）
- アシスタント
  - 堀真理子

## タイムテーブル
7時台
- お天気羅針盤
- ゲストコーナー
- 中日新聞ニュース
- 天気予報
- 交通情報

8時台
- 大口弘がアドバイス!歯の健康クリニック
- 旅の空から
- 堀田商事インフォメーション
- フリートーク
- 国税局からのお知らせ
- 中日新聞ニュース
- 天気予報
- 交通情報

9時台
- ミニミニリクエスト
- 名古屋市インフォメーション

| 東海ラジオ放送 土曜早朝枠 | 東海ラジオ放送 土曜早朝枠 | 東海ラジオ放送 土曜早朝枠                                     |
| 前番組                    | 番組名                    | 次番組                                                        |
| ------------------------- | ------------------------- | ------------------------------------------------------------- |
| 天野良春"リアル"          | 天野良春 パラダイスキング | 小島一宏 一週間のごぶサタデー ※7:00 - 12:00 【180分繰り上げ】 |